# Xanthomyrtus flavida
Xanthomyrtus flavida là một loài thực vật có hoa trong Họ Đào kim nương. Loài này được (Stapf) Diels miêu tả khoa học đầu tiên năm 1922.